# Provo (movimento)
Provo è un movimento controculturale nato nei Paesi Bassi alla metà degli anni sessanta. La filosofia dei Provos (provocatori) si proponeva di indurre l'autorità a rispondere violentemente ad  azioni nonviolente; le tematiche da loro sostenute anticipavano le battaglie contro il consumismo e per l'ecologia che si affermeranno nel decennio successivo.

## Storia del gruppo
Il movimento Provo venne fondato nel 1965 dall'attivista anti-tabagista Robert Jasper Grootveld e dagli anarchici Roel van Duyn e Rob Stolk; i loro simboli furono le biciclette dipinte di bianco (contro il comportamento antisociale degli automobilisti) e la mela, che essi mangiavano in pubblico ed offrivano continuamente ai passanti.
Il luogo di Amsterdam nella quale il cosiddetto "provotariato" si riuniva spesso dando luogo ad happening ed iniziative in linea con la sua politica ed il suo spirito anarcoide e libertario, in cui vita, arte e provocazione si mescolavano senza soluzione di continuità e soprattutto senza gabbie ideologiche, è piazza Spui. Al centro di questa piazza si trova una piccola statua, raffigurante un fanciullo. Questa statua fu donata da un mercante di tabacco, ed anche per questo i Provos la scelsero per le loro convinzioni antitabagiste.
Divennero celebri quando il 10 marzo 1966 ("giorno dell'anarchia") si resero protagonisti di un'azione dimostrativa contro la famiglia reale olandese: fecero esplodere alcuni petardi durante il passaggio del corteo nuziale della principessa Beatrice, colpevole, a loro giudizio, di unirsi in matrimonio con un ex-Gioventù hitleriana, il diplomatico tedesco Claus van Amsberg.
I Provos elaborarono la proposta politica dei "Progetti bianchi", che intendevano socializzare i mezzi di trasporto, le abitazioni (segnalando nelle pagine della rivista PROVOS gli appartamenti sfitti da occupare), i metodi contraccettivi. Il primo di questi progetti, Piano delle Biciclette Bianche (1965), proponeva di sostituire progressivamente il traffico motorizzato con quello ciclistico attraverso la distribuzione pubblica di biciclette di proprietà comune. Sulla rivista Provo n. 9 del 1965 l'artista Constant Nieuwenhuys (già fondatore del gruppo CO.BR.A.) pubblicò alcune proposte per una trasformazione urbana che mettesse al centro i bisogni dell'essere umano. Altri "progetti bianchi" portarono il nome di "Piano dei Piedi Scalzi", "Piano dei Camini Bianchi", "Piano delle Abitazioni Bianche". Le biciclette bianche rimasero comunque il simbolo più noto del gruppo.
Nel 1966 i Provos parteciparono alle elezioni amministrative di Amsterdam, riuscendo ad eleggere un consigliere comunale, Bernard de Vries che poi fece carriera come attore in Italia; dopo questo successo, il 13 maggio 1967 i provos olandesi annunciarono il loro scioglimento.
Uno degli attivisti del movimento Provo, Olaf Stoop, fondò nel 1968 la Real Free Press, una delle principali agenzie europee di distribuzione di materiale underground attiva fino al 1980.
Aspramente criticati dai gruppi più grandi della sinistra marxista ma anche dall'Internazionale Situazionista che li accusava di dare scarso peso al proletariato e di rappresentare "uno degli aspetti dell'ultimo tipo di riformismo prodotto dal moderno capitalismo: il riformismo della vita quotidiana", i Provos hanno lasciato in eredità alla sinistra europea e non, la fortissima pulsione alla diffusione delle proprie idee per mezzo della carta stampata con volantini e ciclostilati che rappresentano i primordi della cosiddetta stampa alternativa.
Anche in Italia nacquero nella seconda metà degli anni Sessanta alcuni gruppi che si ispiravano alle azioni dei Provos: il più noto di questi è il collettivo milanese Onda Verde, fondato, tra gli altri, da Andrea Valcarenghi, futuro animatore della rivista Re Nudo.
Nel brano dal titolo Eskimo, il cantautore Francesco Guccini cita i provos nei versi "Infatti i fiori della prima volta / Non c'erano già più nel Sessantotto / Scoppiava finalmente la rivolta / Oppure in qualche modo mi ero rotto / Tu li aspettavi ancora ma io già urlavo / che Dio era morto, a monte, ma però / Contro il sistema anch'io mi ribellavo / cioè, sognando Dylan e i Provos...".